# نينا إي ديليت
نينا إي ديليت (أم الشمس) (بالإنجليزية: Nëna e Diellit)‏، هي إلهة أم في المعتقدات الشعبية الألبانية. كانت هناك طقوس مقدسة تسمى "جنازة أم الشمس" منتشرة على نطاق واسع في جنوب شرق ألبانيا حتى القرن العشرين. وقد وصفها العلماء بأنها إلهة السماء، وإلهة الزراعة، والثروة الحيوانية، وخصوبة الأرض، كما توحي بها الطقوس المقدسة المخصصة لها. تظهر نينا إي ديليت أيضًا كإلهة في الحكايات الشعبية الألبانية.